# Plagiohammus confusor
Plagiohammus confusor är en skalbaggsart som beskrevs av Dillon 1941. Plagiohammus confusor ingår i släktet Plagiohammus och familjen långhorningar. Inga underarter finns listade i Catalogue of Life.